# رفراف ماكيرا القزم
رفراف ماكيرا القزم (الاسم العلمي Ceyx gentianus)، نوع من مخيط الماء وفصيلة رفرافيات. موطنه جزيرة ماکیرا التابعة لجزر سليمان. موائله الطبيعية أراضي الغابات الرطبة المنخفضة الشبه الاستوائية أو المدارية.